# Prezydenci Czechosłowacji

## Pierwsza Republika Czechosłowacka(1918–1938)
- tymczasowo

| #                                  | Imię i Nazwisko                    | Portret | Kadencja             | Kadencja            | Partia polityczna | Partia polityczna |
| #                                  | Imię i Nazwisko                    | Portret | Od                   | Do                  | Partia polityczna | Partia polityczna |
| ---------------------------------- | ---------------------------------- | ------- | -------------------- | ------------------- | ----------------- | ----------------- |
| Przewodniczący Komitetu Narodowego |                                    |         |                      |                     |                   |                   |
| -                                  | Karel Kramář (1860–1937)           |         | 28 października 1918 | 14 listopada 1918   |                   | ČStD              |
| −                                  | Antonín Švehla (1873–1933)         |         | 28 października 1918 | 5 listopada 1918    |                   | CSA               |
| Prezydenci                         |                                    |         |                      |                     |                   |                   |
| −                                  | Karel Kramář (1860–1937)           |         | 14 listopada 1918    | 21 grudnia 1918     |                   | ČStD              |
| 1                                  | Tomáš Garrigue Masaryk (1850–1937) |         | 14 listopada 1918    | 14 grudnia 1935     |                   | Bezpartyjny       |
| −                                  | Milan Hodža (1878–1944)            |         | 14 grudnia 1935      | 18 grudnia 1935     |                   | RSZML             |
| 2                                  | Edvard Beneš (1884–1948)           |         | 18 grudnia 1935      | 5 października 1938 |                   | ČSNS              |
| −                                  | Jan Syrový (1888–1970)             |         | 5 października 1938  | 30 listopada 1938   |                   | Bezpartyjny       |

## Druga Republika Czecho-Słowacka(1938–1939)
| #         | Imię i Nazwisko        | Portret | Kadencja          | Kadencja      | Partia polityczna | Partia polityczna |
| #         | Imię i Nazwisko        | Portret | Od                | Do            | Partia polityczna | Partia polityczna |
| --------- | ---------------------- | ------- | ----------------- | ------------- | ----------------- | ----------------- |
| Prezydent |                        |         |                   |               |                   |                   |
| 1         | Emil Hácha (1872–1945) |         | 30 listopada 1938 | 15 marca 1939 |                   | Bezpartyjny       |

## Władze na uchodźstwie(1939-1945)
| #                                                    | Imię i Nazwisko          | Portret | Kadencja             | Kadencja        | Partia polityczna | Partia polityczna |
| #                                                    | Imię i Nazwisko          | Portret | Od                   | Do              | Partia polityczna | Partia polityczna |
| ---------------------------------------------------- | ------------------------ | ------- | -------------------- | --------------- | ----------------- | ----------------- |
| Przewodniczący Czechosłowackiego Komitetu Narodowego |                          |         |                      |                 |                   |                   |
| –                                                    | Edvard Beneš (1884–1948) |         | 17 października 1939 | 21 lipca 1940   |                   | ČSNS              |
| Prezydent                                            |                          |         |                      |                 |                   |                   |
| 1                                                    | Edvard Beneš (1884–1948) |         | 21 lipca 1940        | 3 kwietnia 1945 |                   | ČSNS              |

## Trzecia Republika Czechosłowacka(1945–1948)
| #         | Imię i Nazwisko          | Portret | Kadencja        | Kadencja       | Partia polityczna | Partia polityczna |
| #         | Imię i Nazwisko          | Portret | Od              | Do             | Partia polityczna | Partia polityczna |
| --------- | ------------------------ | ------- | --------------- | -------------- | ----------------- | ----------------- |
| Prezydent |                          |         |                 |                |                   |                   |
| 1         | Edvard Beneš (1884–1948) |         | 3 kwietnia 1945 | 7 czerwca 1948 |                   | ČSNS              |

## Republika Czechosłowacka(1948–1960) iCzechosłowacka Republika Socjalistyczna(1960–1990)
- tymczasowo

| #          | Imię i Nazwisko               | Portret | Kadencja          | Kadencja          | Partia polityczna | Partia polityczna |
| #          | Imię i Nazwisko               | Portret | Od                | Do                | Partia polityczna | Partia polityczna |
| ---------- | ----------------------------- | ------- | ----------------- | ----------------- | ----------------- | ----------------- |
| Prezydenci |                               |         |                   |                   |                   |                   |
| 1          | Klement Gottwald (1896–1953)  |         | 7 czerwca 1948    | 14 marca 1953     |                   | KSČ               |
| 2          | Antonín Zápotocký (1884–1957) |         | 14 marca 1953     | 13 listopada 1957 |                   | KSČ               |
| −          | Viliam Široký (1902–1971)     |         | 13 listopada 1957 | 19 listopada 1957 |                   | KSČ               |
| 3          | Antonín Novotný (1904–1975)   |         | 19 listopada 1957 | 22 marca 1968     |                   | KSČ               |
| −          | Jozef Lenárt (1923–2004)      |         | 22 marca 1968     | 30 marca 1968     |                   | KSČ               |
| 4          | Ludvík Svoboda (1895–1979)    |         | 30 marca 1968     | 28 maja 1975      |                   | KSČ               |
| −          | Lubomír Štrougal (1924–2023)  |         | 26 kwietnia 1974  | 29 maja 1975      |                   | KSČ               |
| 5          | Gustáv Husák (1913–1991)      |         | 29 maja 1975      | 10 grudnia 1989   |                   | KSČ               |
| −          | Marián Čalfa (ur. 1946)       |         | 10 grudnia 1989   | 29 grudnia 1989   |                   | KSČ               |
| 6          | Václav Havel (1936–2011)      |         | 29 grudnia 1989   | 29 marca 1990     |                   | OF                |

## Czechosłowacka Republika Federacyjna,Czeska i Słowacka Republika Federacyjna(1990–1992)
- tymczasowo

| #          | Imię i Nazwisko          | Portret | Kadencja      | Kadencja        | Partia polityczna | Partia polityczna |
| #          | Imię i Nazwisko          | Portret | Od            | Do              | Partia polityczna | Partia polityczna |
| ---------- | ------------------------ | ------- | ------------- | --------------- | ----------------- | ----------------- |
| Prezydenci |                          |         |               |                 |                   |                   |
| 1          | Václav Havel (1936–2011) |         | 29 marca 1990 | 20 lipca 1992   |                   | OF                |
| −          | Jan Stráský (1940–2019)  |         | 20 lipca 1992 | 31 grudnia 1992 |                   | ODS               |

## Przewodniczący Komunistycznej Partii Czechosłowacji(1948–1989)
| Przewodniczący                            |                              |  |                   |                   |
| 1                                         | Klement Gottwald (1896–1953) |  | 8 kwietnia 1945   | 14 marca 1953     |
| Pierwsi Sekretarze Komitetu Centralnego   |                              |  |                   |                   |
| 2                                         | Sekretariat polityczny       |  | 14 marca 1953     | 21 marca 1953     |
| 3                                         | Antonín Novotný (1904–1975)  |  | 21 marca 1953     | 5 stycznia 1968   |
| 4                                         | Alexander Dubček (1921–1992) |  | 5 stycznia 1968   | 17 kwietnia 1969  |
| 5                                         | Gustáv Husák (1913–1991)     |  | 17 kwietnia 1969  | 29 maja 1971      |
| Sekretarze Generalni Komitetu Centralnego |                              |  |                   |                   |
| (5)                                       | Gustáv Husák (1913–1991)     |  | 29 maja 1971      | 17 grudnia 1987   |
| 6                                         | Miloš Jakeš (1922–2020)      |  | 17 grudnia 1987   | 24 listopada 1989 |
| 7                                         | Karel Urbánek (ur. 1941)     |  | 24 listopada 1989 | 20 grudnia 1989   |